# Tsooru
Tsooru är en ort i Estland. Den ligger i Antsla kommun och landskapet Võrumaa, i den södra delen av landet, 220 km sydost om huvudstaden Tallinn. Tsooru ligger 88 meter över havet och antalet invånare är 313.
Terrängen runt Tsooru är platt. Runt Tsooru är det mycket glesbefolkat, med 7 invånare per kvadratkilometer. Närmaste större samhälle är Antsla, 11,7 km nordväst om Tsooru. I omgivningarna runt Tsooru växer i huvudsak blandskog.